# Parti démocratique des lumières d'Azerbaïdjan
Le Parti des Lumières démocratiques d'Azerbaïdjan (azéri : Azərbaycan Demokratik Maarifçilik Partiyası, ADMP) est un parti politique azerbaïdjanais.

## Histoire
Le parti faisait partie du Bloc réformiste lors des élections législatives de 2005. Lors des élections au parlement de 2015, le parti n'a nommé qu'un seul candidat, Elşən Musayev, qui a été élu dans la circonscription de Zaqatala,.